# Энгервицдорф
Энгервицдорф (нем. Engerwitzdorf) — коммуна (нем. Gemeinde) в Австрии, в федеральной земле Верхняя Австрия. 
Входит в состав округа Урфар.  Население составляет 8600 человек (на 1 декабря 2007 года). Занимает площадь 41 км². Официальный код  —  41 605.

## Политическая ситуация
Бургомистр коммуны — Йохан Шимбёк (АНП) по результатам выборов 2003 года.
Совет представителей коммуны (нем. Gemeinderat) состоит из 37 мест.
- АНП занимает 22 места.
- СДПА занимает 11 мест.
- Партия BfE занимает 3 места.
- АПС занимает 1 место.